# الباس، لات
الباس، لات (به فرانسوی: Albas, Lot) یک کامین در فرانسه است که در Canton of Luzech واقع شده‌است.

## خصوصیات
الباس ۲۱٫۸۴ کیلومترمربع مساحت و ۵۱۱ نفر جمعیت دارد و ۱۰۷ متر بالاتر از سطح دریا واقع شده‌است.